# In Rainbows
In Rainbows es el séptimo álbum de estudio de la banda británica de rock alternativo Radiohead. Originalmente se lanzó el 10 de octubre de 2007 en formato digital y se convino que los interesados en descargarlo pagaran lo que creyeran conveniente. En segundo término, se lanzó en formato CD en muchos países durante la última semana de ese año. En Estados Unidos, se puso a la venta el 1 de enero de 2008. In Rainbows fue la primera producción tras la finalización de su contrato con EMI, rematando también la brecha más grande entre sus álbumes de estudio.
Radiohead trabajó en el álbum durante más de dos años con los productores Mark Stent y Nigel Godrich, comenzando a principios de 2005. Durante el proceso, la banda salió de gira tres meses por Europa y Estados Unidos a mediados de 2006. Las letras del disco fueron más personales que en otros trabajos de la banda. El vocalista Thom Yorke describió varios temas como sus propias versiones de «canciones de seducción». Radiohead incorporó una amplia variedad de estilos musicales e instrumentos en el álbum, no haciendo uso exclusivo de música electrónica y arreglos para instrumentos de cuerda, sino también de piano, celesta y ondas Martenot.
Tras su lanzamiento físico, In Rainbows ingresó en el primer puesto de la UK Albums Chart y del Billboard 200; hacia octubre de 2008, había vendido más de tres millones de copias a nivel mundial en diversos formatos físicos y digitales. Fue aclamado por la crítica y se lo incluyó en diversas listas de los mejores álbumes de 2007. En 2009 ganó dos premios Grammy al mejor álbum de música alternativa y al mejor paquete especial de edición limitada.

## Producción

### Grabación

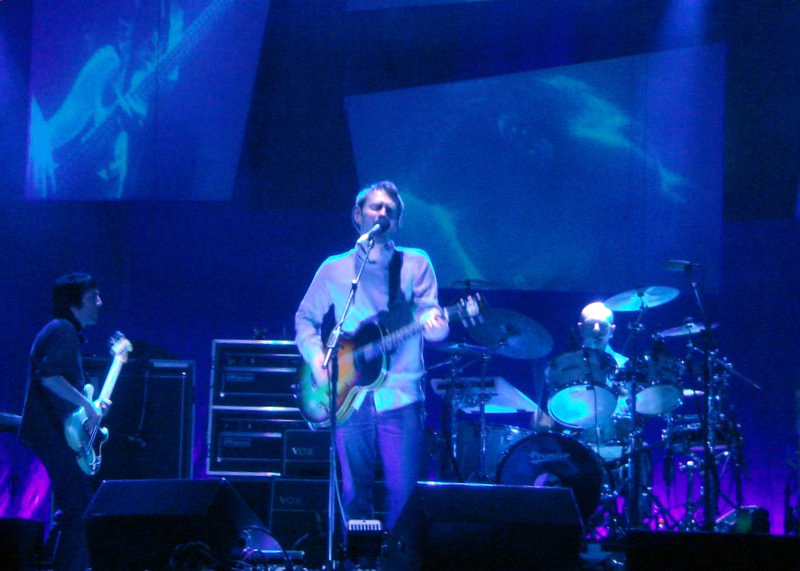
Radiohead durante un concierto en California en 2006. Esta gira le sirvió a la banda buscar un sonido para su futuro disco.

Después de un descanso de componer, grabar y salir de gira entre 2003 y 2004 para la promoción del álbum Hail to the Thief, Radiohead comenzó a trabajar en su séptimo álbum a mediados de febrero de 2005. Las sesiones regulares comenzaron en agosto, con la banda manteniendo al tanto a sus seguidores de su progreso a través de su nuevo blog, Dead Air Space. Las grabaciones continuaron hasta principios de 2006, pero se trabajaba en forma pausada. Según Yorke: «Pasábamos mucho tiempo en el estudio yendo a ningún lado, perdiendo tiempo y era realmente frustrante». Esta demora se atribuyó a su dificultad para recuperar el impulso luego de su descanso, y a la falta de un plazo y un productor para acelerar las cosas. En las sesiones de febrero de 2006 eligieron trabajar con el productor Mark Stent en lugar de con quien lo hacían siempre, Nigel Godrich. El bajista Colin Greenwood, comentando esta decisión, dijo que «Nigel y la banda nos conocemos tan bien ahora, que se volvió todo demasiado seguro». Aunque la banda había escrito varias canciones hasta aquel punto, las sesiones con Stent duraron poco tiempo, finalizando en abril de 2006. 
La banda decidió salir de gira, dándose una meta por la cual trabajar. Sobre la preparación para esto, Yorke comentó que «de pronto, todos comienzan a ser espontáneos y no tienen conciencia de sí mismos porque no estás en el estudio. [...] Me sentí como si tuviera 16 de nuevo». En mayo y junio de 2006, Radiohead visitó las principales ciudades de Europa y Estados Unidos, regresando al primer continente para varios festivales en agosto. Durante la gira, Radiohead tocó por primera vez en años en clubes y teatros. La banda también tocó en festivales como Bonaroo y V, en el cual fueron cabeza de cartel, mientras que en el primero hicieron su mayor concierto en años interpretando 28 canciones. Durante sus presentaciones en directo, la banda incluyó canciones sobre las que estaban trabajando en el estudio.
Después de la gira, la banda retomó las sesiones con Godrich en octubre de 2006, en la mansión Tottenham House en Marlborough, Wiltshire, descrita por el guitarrista Ed O'Brien como «un montón de campo viejo [...] desmoronándose por las costuras». Las grabaciones, al contrario de las de 2005, fueron productivas; allí se grabaron las versiones finales de «Jigsaw Falling into Place» y «Bodysnatchers». Yorke afirmó en Dead Air Space que la banda había «comenzado a grabar apropiadamente ahora. Creo que [estamos] llegando a algún punto. Finalmente». A finales de diciembre de 2006 se llevaron a cabo sesiones en Halswell House, en Taunton y en Hospital Studios en Covent Garden, donde Radiohead grabó «Videotape» y armó la versión final de «Nude». A mediados de enero de 2007, la banda retomó las sesiones en su estudio de Oxfordshire y comenzó a subir fotografías, letras, videos y samples de sus nuevas canciones en Dead Air Space. A fines de abril, Yorke afirmó que la banda tenía un CD con material listo para seleccionarse. En junio, Godrich subió a Dead Air Space partes de las canciones mezcladas, incluyendo «Jigsaw Falling into Place» (conocida como «Open Pick» durante los conciertos de 2006),  «Down Is the New Up», «Bangers + Mash», «All I Need», «Faust Arp» y «Weird Fishes/Arpeggi». Las grabaciones se terminaron en junio y Bob Ludwig masterizó el álbum en julio de 2007 en Gateway Mastering, Nueva York.

### Contenido lírico y musical

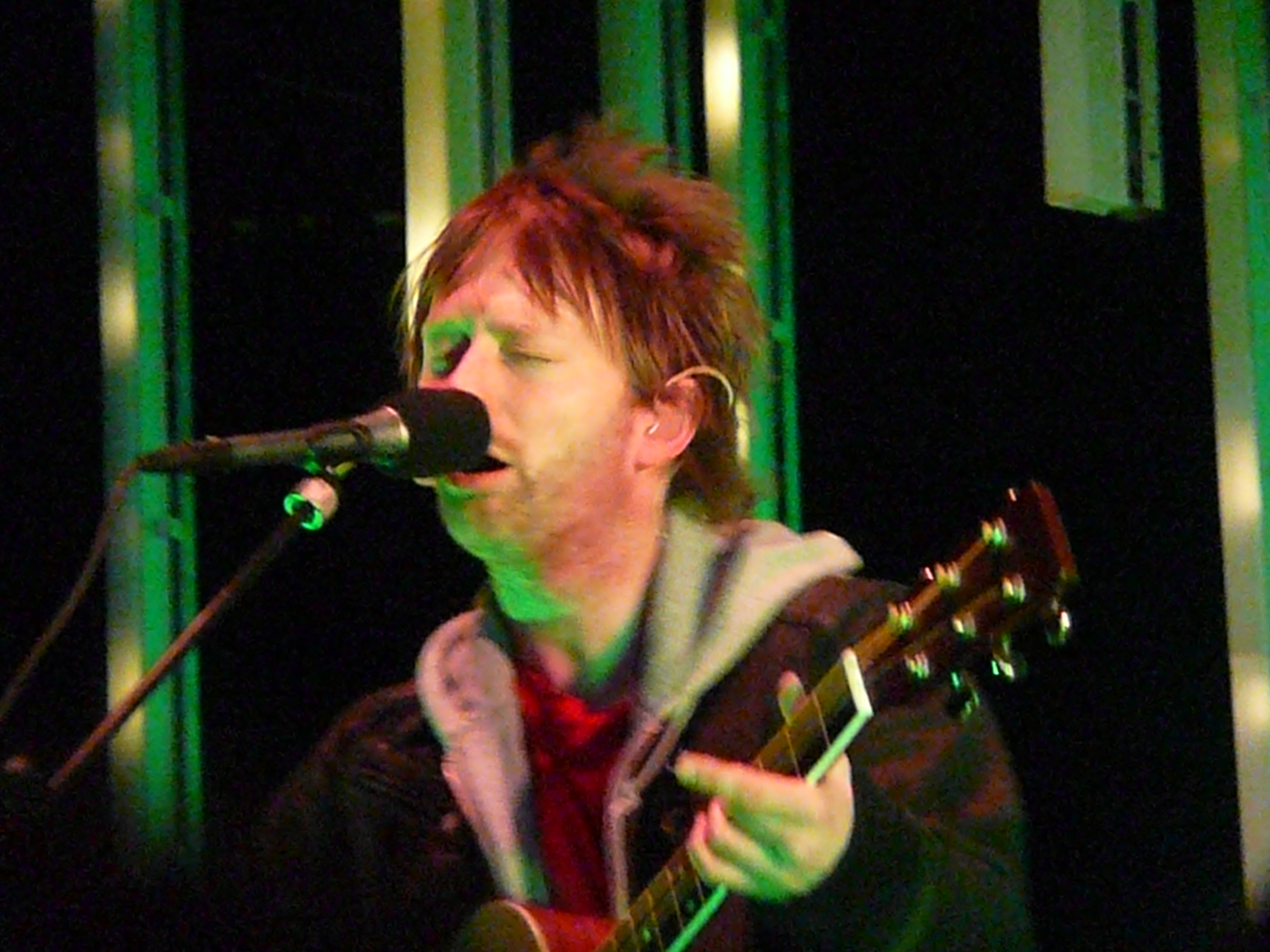
El vocalista Thom Yorke comentó que el álbum es similar a OK Computer, «pero más aterrador».

El álbum presenta muchas canciones interpretadas por primera vez en su gira de 2006, incluyendo «15 Step», «All I Need», «Videotape», «Arpeggi» y «Open Pick» (siendo las dos últimas renombradas «Weird Fishes/Arpeggi» y «Jigsaw Falling into Place», respectivamente). El tema «Nude», estrenado durante la gira mundial para promocionar OK Computer, se lanzó finalmente en In Rainbows, aunque con un arreglo diferente. «Reckoner», que se estrenó en directo en 2001, también aparece en el álbum, pero interpretada de una manera totalmente distinta; Yorke y Jonny Greenwood trabajaron sobre la base de otro material para la canción y abandonaron la versión original.
Para la primera pista, «15 Step», la banda solicitó la ayuda de un grupo de niños de la escuela Matrix Music School & Arts Centre de Oxford. Colin Greenwood y Godrich pensaron originalmente en grabar aplausos, pero como esto no los satisfizo, decidieron grabar a los niños vitoreando en su lugar, que se escuchan en el minuto 2:13 del tema. «Bodysnatchers», una canción que Yorke describió como Wolfmother y «Neu! uniéndose arriesgadamente al rock hippie», se grabó en un período de «hiperactividad maníaca» del cantante. En «All I Need», Jonny Greenwood quiso recrear el ruido blanco generado por una banda tocando a gran volumen en una habitación, sonido nunca producido en un estudio. Su solución fue colocar una sección de instrumentos de cuerdas que tocaran cada nota de la escala, dejando las frecuencias inertes. Yorke describió el proceso de composición de «Videotape» como «dolor absoluto», afirmando que la canción «pasó por todos los parámetros posibles». Un día, Yorke abandonó el estudio y cuando regresó, halló que Godrich y Jonny Greenwood la dejaron como puede escucharse en el álbum, una balada minimalista tocada en piano.
Yorke ha dicho que las letras se basan en «esa cosa de miedo anónima, sentada entre el tráfico, pensando 'Estoy seguro de que tendría que estar haciendo otra cosa'. [...] En cierta forma, es similar a OK Computer. Es mucho más aterrador». En otra entrevista, el cantante comentó que el álbum trata sobre «el jodido pánico de tomar conciencia que ¡vas a morir! Y que en cualquier momento, podría tener un infarto la próxima vez que salga a correr». Ed O'Brien describió las letras como «[...] universales. No tienen un sentido político. Es [simplemente] ser humano». La canción «Bodysnatchers» se inspiró en los cuentos victorianos de terror, en la novela de 1972 The Stepford Wives y en el sentimiento de Yorke de «tu conciencia física estancada, sin ser capaz de conectarse por entero con nada más». «Jigsaw Falling into Place» es sobre un conjunto de observaciones y diferentes experiencias y en parte sobre el caos del que Yorke era testigo cuando salía en Oxford el fin de semana. Sobre esto afirmó: «La letra es mordaz - la idea de 'Before you comatose("Antes de que estés en coma") o lo que sea, bebiendo hasta el hastío y haciéndote mierda para olvidar. [...] Allí se ve en parte esta euforia. Pero hay un lado mucho más oscuro».

### Diseño artístico
El diseño artístico de In Rainbows fue creado por Stanley Donwood, que trabaja con Yorke en el diseño de sus álbumes desde 1994. Para el disco, Donwood experimentó con técnicas que emplean aguafuerte, haciendo grabados y sumergiéndolos en ácidos, obteniendo varios resultados. Donwood originalmente planeó hacer una exploración de la vida en los barrios pobres, pero se dio cuenta de que esto no hubiera encajado con el sonido del álbum, comentando: «Es [...] sensual y quisiera hacer algo más orgánico». Durante la grabación, el diseñador subía imágenes en la computadora del estudio, permitiendo a la banda comentarlas. Además, las subía diariamente al sitio web del grupo, aunque ninguna de ellas se utilizó finalmente. Donwood, describiendo la carátula del álbum, dijo que «es muy colorida -¡Finalmente agregué el color! Es un arcoíris, pero es tóxico, es más bien del tipo que encontrarías en un charco». La banda decidió no lanzarla para la versión digital, prefiriendo reservarla para cuando el álbum fuese puesto a la venta físicamente. El CD lanzado también incluye un folleto con las letras, que incorpora dibujos artísticos de Donwood. La imagen final de la portada del álbum consiste en un espectro colorido sobre un fondo negro, simple y salpicado, con las palabras «Radiohead» e «In Rainbows» repitiéndose en diferentes colores. A su vez, pareciendo ser la silueta de un embarazo plasmado a colores. El primer CD y la parte trasera del álbum consisten en la lista de canciones en diferentes colores sobre un fondo negro. El diseñador ganó su segundo premio Grammy a la mejor dirección artística a principios de 2009 por su trabajo, recibiendo el primero por Amnesiac.

## Lanzamiento

### Distribución
Cuando su contrato de seis álbumes con EMI finalizó con el lanzamiento de Hail to the Thief en 2003, Radiohead afirmó, antes de finalizar In Rainbows, que no habían tomado una decisión sobre cómo lanzar su nuevo material. Yorke a su vez evaluaba la posibilidad de lanzar sencillos o EP en vez de un álbum. Sin embargo, rechazó la idea de la distribución únicamente a través de Internet porque consideró que algunos seguidores no tendrían los medios tecnológicos necesarios para obtenerlo. Sobre su relación con EMI, comentó: «No tenemos un contrato discográfico como tal. [...] Lo que queremos es la vieja EMI de vuelta, los agradables y gentiles productores que trataban la música [como] un lindo proyecto y que no recibían tantas molestias por parte de los accionistas. Ah bueno, no hay mucha posibilidad de eso». Poco tiempo después de que la banda comenzara a escribir nuevas canciones para el álbum, Yorke dijo a Time: «Me gusta la gente de nuestra discográfica, pero [...] sí, probablemente nos dé cierto placer perverso decir "Vete a la mierda" a su modelo disfuncional de trabajo». Radiohead conservó la propiedad del álbum y los derechos de autor en In Rainbows. La edición en formato digital y físico fueron lanzadas por la banda, aunque para esta última, se les otorgó una licencia a discográficas. Los términos de la licencia para todos los formatos de lanzamiento continúan siendo dirigidos por la editorial del grupo Warner Chappell Music Publishing.

### Formatos y promoción

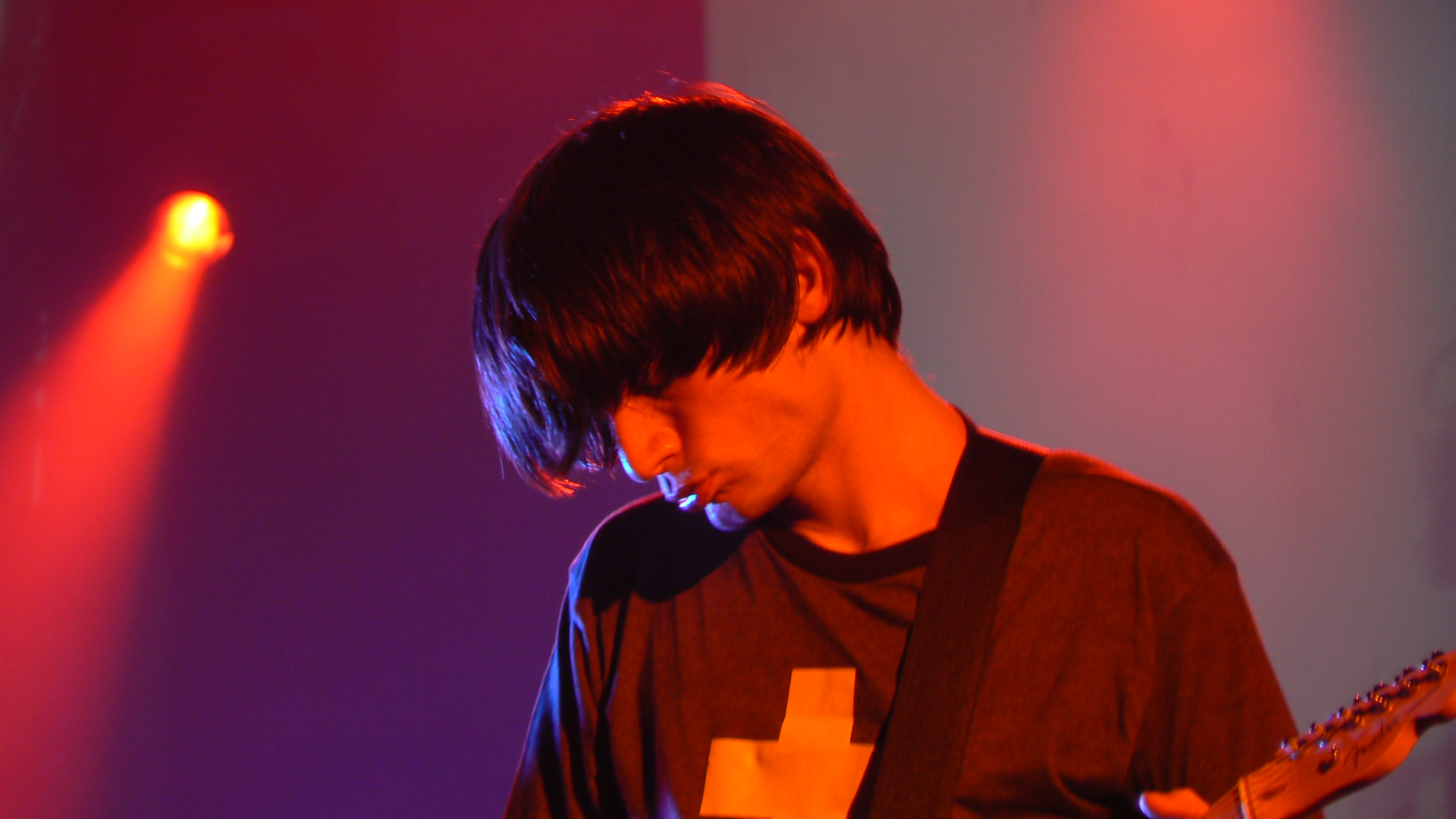
El guitarrista Jonny Greenwood anunció el 1 de octubre de 2007 que el álbum se lanzaría en 10 días.

El 1 de octubre de 2007, Jonny Greenwood hizo un breve anuncio en Dead Air Space: «Bueno, el nuevo álbum está terminado y saldrá en 10 días. [...] Lo hemos llamado In Rainbows». Radiohead lanzó el álbum en formato de descarga digital desde el sitio inrainbows.com el 10 de octubre de 2007. En una entrevista con la revista Wired, Yorke explicó que «los últimos cuatro discos, incluido el mío en solitario, se habían filtrado. Entonces, la idea fue, "Bueno, filtrémoslo, entonces"». Los mánagers de Radiohead comentaron que no hubiesen lanzado el álbum por Internet a menos que estuviesen seguros de que el CD físico vendería bien. Sobre este método inusual, Jon Pareles del New York Times comentó: «Para el asediado negocio de la música, Radiohead ha puesto en marcha el experimento más audaz en años».
Para distribuir el álbum a través del sitio minimizando las posibilidades de un fallo técnico, el grupo utilizó los servicios de PacketExchange para esquivar los servidores públicos de Internet, empleando una red privada con menos tráfico para enviar la descarga a los usuarios. La descarga, en formato de archivo ZIP, incluía las diez pistas del álbum, codificadas en una frecuencia de 160 kBs. por segundo, libres de derechos digitales y en formato MP3. Tras la compra, el cliente debía escribir el monto que aportaría, más una cuota de 45 centavos si se iba a pagar más de 0 centavos. La descarga se habilitó hacia las 5:30 horas GMT del 10 de octubre, pero el 10 de diciembre de 2007 ya estaba cancelada. Se lanzó una edición limitada el 3 de diciembre de 2007 que debía ser solicitada a través de inrainbows.com. Contenía el álbum en formato CD y dos ediciones de vinilo en 12" y 45 rpm con diseño artístico y un folleto donde se encontraban las letras. El paquete también contenía otro CD con ocho canciones adicionales, como así fotografías digitales. En total, todo esto costaba 40 libras (aproximadamente 80 dólares) e incluía también la descarga en MP3.

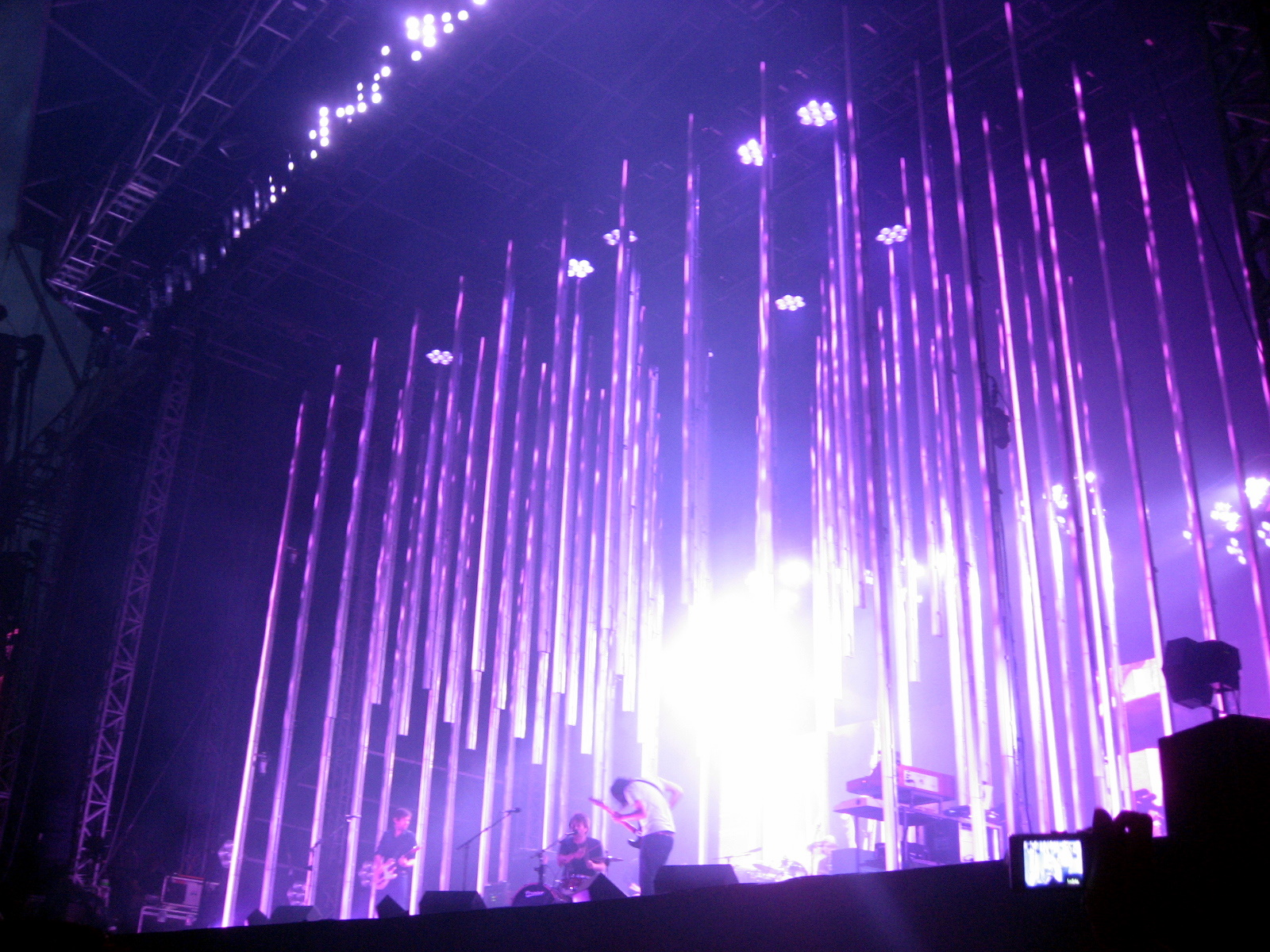
Concierto de la gira de In Rainbows en el Victoria Park de Londres (2008).

Se lanzó en CD y vinilo en Japón a través de BMG el 26 de diciembre de 2007, en Australia, el 29 de diciembre de 2007 a través de Remote Control Records y en Estados Unidos y Canadá el 1 de enero de 2008 a través de ATO y TBD Records y MapleMusic/Fontana respectivamente. En otras partes del mundo, se lanzó el 31 de diciembre de 2007 a través de la discográfica independiente XL Recordings. El CD viene dentro de una cajita de cartón e incluye un folleto con las letras y varias etiquetas; este estilo de empaquetado recuerda al bricolaje, aunque las etiquetas se ubicaron en una cajita especial. In Rainbows fue también el primer álbum dentro del catálogo de Radiohead en estar disponible en varios sitios de descarga digital en su lanzamiento, como iTunes y Amazon. En la víspera de año nuevo de 2007, Current TV mostró fragmentos de Scotch Mist, un concierto privado filmado en los estudios de Radiohead en Oxford. No sólo se enseñaba a la banda interpretando canciones de In Rainbows, sino que también se podía apreciar poesía e imágenes creadas o escogidas por el grupo. En marzo de 2008 se anunció un concurso de videos para In Rainbows, organizado por Radiohead y el sitio AniBOOM y su objetivo era que los participantes crearan secuencias para inventar un video musical animado. El ganador, que recibiría diez mil dólares para crear un videoclip completo, fue elegido por el sitio, la banda, TBD Records y Adult Swim, quienes transmitieron el video ganador. Dado que la calidad de los trabajos impresionó positivamente al grupo, se decidió que se entregaría el premio a cuatro ganadores, más mil dólares a cada uno de los diez semifinalistas que lograron crear un video de un minuto. Para promocionar el álbum, Radiohead realizó una gira por Estados Unidos, Europa, Sudamérica y Japón, que abarcó desde mayo de 2008 hasta marzo del año siguiente.

## Recepción

### Ventas y desempeño en las listas
A principios de octubre de 2007, un portavoz de la banda afirmó que «la mayoría [pagó] un precio [...] normal, unos pocos compraron [la versión digital] por un centavo» y que muchos seguidores encargaron el paquete de edición limitada. Citando una fuente cercana a la banda, Gigwise.com reportó que el día de su lanzamiento en Internet, el álbum vendió 1,2 millones de copias. Sin embargo, el mánager de la banda, Bryce Edge calificó esta afirmación de «exagerada». Según una encuesta organizada por Record of the Day en Internet a tres mil personas, cerca de un tercio de los que descargaron el álbum no pagó, mientras que el monto promedio de los pagos fue de 4 libras esterlinas. Durante una entrevista con The Observer en 2007, afirmaron que se solicitaron entre 60 000 y 80 000 paquetes. En octubre de 2008, un informe de Warner Chappell reveló que, aunque mucha gente no pagó por la descarga, las ventas antes del lanzamiento físico fueron mayores que las de Hail to the Thief. Además, según este informe, el paquete vendió 100 000 copias.
Las ventas del álbum en formato digital y los encargos del paquete no habilitaron su ingreso en la UK Albums Chart debido a que el sitio no registraba los datos para la lista. En la primera semana de su lanzamiento físico, In Rainbows alcanzó el primer puesto de esta lista, con un total de ventas de 44 602 copias vendidas. El álbum ingresó en el puesto 156 de la lista Billboard 200, pero alcanzó el primer lugar la semana siguiente. Vendió 122 000 copias en Estados Unidos la primera semana de su lanzamiento oficial según SoundScan, convirtiéndose en el décimo álbum número uno de distribución independiente en el Billboard 200. En 2008, Warner Chappell anunció que el álbum había vendido tres millones de copias (en formato digital y físico) desde su lanzamiento físico en enero.
La banda lanzó «Jigsaw Falling into Place», «Nude» y «Reckoner» como sencillos en el Reino Unido a principios de 2008 y alcanzaron los puestos 30, 21 y 74 en la UK Singles Chart respectivamente. En los Estados Unidos, «Nude» llegó al lugar 37 del Billboard Hot 100 y fue también el primer sencillo de Radiohead en aparecer en la lista Pop 100, llegando al puesto 35. El tema «Bodysnatchers» llegó al puesto 8 en la lista Hot Modern Rock Tracks. «Jigsaw Falling into Place» llegó al puesto 61 en la lista European Hot 100. En Francia llegó al puesto 55 y permaneció en la lista siete semanas. En Bélgica alcanzó el número doce (Flandes) y el trece (Valonia). Además, recibió un disco de oro otorgado por la RIAA en Estados Unidos el 17 de marzo de 2008.

### Recepción de la crítica
In Rainbows recibió aclamación de la crítica en su lanzamiento, obteniendo un puntaje de 88 sobre cien en el sitio Metacritic. La revista Rolling Stone dio al álbum un puntaje de 4,5 estrellas sobre cinco. El crítico Rob Sheffield resumió que el álbum no contiene «momentos desperdiciados [ni] pistas flojas: simplemente [...] Radiohead». La crítica de NME lo describió diciendo que «Radiohead [se] reconecta con su costado humano, tomando conciencia de que [se puede] incluir melodías pop e instrumentos adecuados [y] seguir sonando como androides paranoides. [...] Esto es música de otro mundo». AllMusic, en una reseña positiva, resaltó que el álbum «con suerte, será recordado como la síntesis más estimulante entre canciones accesibles y sonidos abstractos, más que [por] su descarga [del estilo] "elige-tu-precio"». Entertainment Weekly también lo apreció, llamándolo «el más suave, bello compilado de Radiohead hasta ahora. [...] Emplea todos los aspectos musicales y emocionales para conjurar belleza que quita el aliento». Varios críticos, como Alexis Petridis (The Guardian), atribuyeron la calidad del disco al desempeño de la banda en el estudio, afirmando que sonaban como si estuvieran disfrutándolo.
Stephen Troussé de la revista Uncut comentó que «hay algo bellamente perverso en el hecho de que Radiohead haya creado su álbum más educado y con la estructura más clásica desde OK Computer». Además, lo describió como «elegante, accesible, un triunfo anticomercial» y le dio una calificación de cuatro estrellas sobre cinco. Mattew Fiander, de PopMatters comentó que en el disco se destaca «el talento de Selway, [...] por su enérgica ejecución de batería sobre máquinas» en gran parte del álbum. Además, afirmó que «suena más orgánico que quizás todos sus predecesores y la banda está llena de energía y hasta parece que se están divirtiendo». Además, dio al disco una puntuación de 9 sobre 10. Mikael Wood de Spin afirmó que «el álbum tiene éxito porque todo ese trabajo de laboratorio frío y cínico no elimina la calidez de su música» y le otorgó una calificación de ocho sobre diez. La reseña de Almost Cool comentó que «ciertamente es agradable y definitivamente tiene sus momentos, pero simplemente carece de la vitalidad de los trabajos anteriores» y le otorgó un puntaje de 6,75 sobre 10. The Wire también fue crítico con el álbum, comentando que «hay [...] aquí una idea de un grupo marcando el tiempo magistralmente, desapareciendo [...] por cualquier propósito elevado, retórico, contracultural».
Sin embargo, el álbum fue elegido uno de los mejores de 2007 por varias publicaciones especializadas. Se ubicó en la primera posición en las listas de Billboard, Mojo y PopMatters. NME y The A.V. Club lo situaron en el tercer puesto de sus listas, Pitchfork Media y Q lo colocaron cuarto y Rolling Stone y Spin, sexto. In Rainbows recibió nominaciones para los premios Mercury y en la 51.ª edición de los premios Grammy estuvo nominado en las categorías de álbum del año, mejor álbum de música alternativa; productor del año, no clásico y mejor paquete de edición especial limitada. A su vez, la canción «House of Cards» recibió tres nominaciones en las categorías de mejor canción de rock, mejor video musical corto y mejor performance de rock de un dúo o grupo con vocalista. In Rainbows ganó en las categorías de mejor álbum de música alternativa y mejor paquete de edición especial limitada. Además, la edición argentina de Rolling Stone colocó el disco en la posición 30 en su lista elaborada en 2010 de los mejores álbumes de la década de 2000, comentando que «el entusiasmo puede percibirse en cada tema, [...] son las canciones de amor más intensas que Yorke haya cantado jamás, especialmente "All I Need"».

## Lista de canciones
Todas las canciones fueron escritas por Radiohead.
| CD 1  |                             |          |  |
| N.º   | Título                      | Duración |  |
| 1.    | «15 Step»                   | 3:58     |  |
| 2.    | «Bodysnatchers»             | 4:02     |  |
| 3.    | «Nude»                      | 4:15     |  |
| 4.    | «Weird Fishes/Arpeggi»      | 5:18     |  |
| 5.    | «All I Need»                | 3:49     |  |
| 6.    | «Faust Arp»                 | 2:10     |  |
| 7.    | «Reckoner»                  | 4:50     |  |
| 8.    | «House of Cards»            | 5:28     |  |
| 9.    | «Jigsaw Falling into Place» | 4:09     |  |
| 10.   | «Videotape»                 | 4:40     |  |
| 42:34 |                             |          |  |

El embalaje de edición limitada incluye un segundo CD que contiene 8 pistas adicionales y dura 26:53 minutos. El 9 de junio de 2009, Radiohead habilitó la descarga de estas pistas a través de su tienda digital w.a.s.t.e.

| CD 2  |                      |          |  |
| N.º   | Título               | Duración |  |
| 1.    | «MK 1»               | 1:04     |  |
| 2.    | «Down Is the New Up» | 4:59     |  |
| 3.    | «Go Slowly»          | 3:48     |  |
| 4.    | «MK 2»               | 0:53     |  |
| 5.    | «Last Flowers»       | 4:27     |  |
| 6.    | «Up on the Ladder»   | 4:17     |  |
| 7.    | «Bangers + Mash»     | 3:20     |  |
| 8.    | «4 Minute Warning»   | 4:06     |  |
| 26:53 |                      |          |  |

| Edición limitada |                                   |          |  |
| N.º              | Título                            | Duración |  |
| 1.               | «Jigsaw Falling into Place»       | 4:09     |  |
| 2.               | «Down Is the New Up» (en directo) | 5:07     |  |
| 3.               | «Last Flowers» (en directo)       | 4:11     |  |

## Personal
Radiohead
- Colin Greenwood – bajo eléctrico, secuenciador
- Jonny Greenwood – guitarras, ondas Martenot, teclado, programación, modular sintetizador, secuenciador, celesta,  arreglos de cuerda
- Ed O'Brien – guitarras, armonías vocales, efectos, sampler
- Phil Selway – batería, programación
- Thom Yorke – voz, guitarra, piano, instrumentación electrónica, batería, diseño artístico (bajo el seudónimo "Dr Tchock")

Personal adicional
- Stanley Donwood – diseño artístico
- Nigel Godrich – producción, mezcla, ingeniería de sonido
- Dan Grech-Marguerat – ingeniería
- Bob Ludwig – masterización
- Coro de niños de la Matrix Music School – coros en "15 Step"
- The Millennia Ensemble – instrumentos de cuerda
- Hugo Nicolson – ingeniería
- Graeme Stewart – preproducción
- Richard Woodcraft – ingeniería

## Posicionamiento en las listas
| Lista                                                   | Posición más alta |
| ------------------------------------------------------- | ----------------- |
| UK Albums Chart                                         | 1                 |
| Australia (ARIA)                                        | 2                 |
| Canadian Albums Chart                                   | 1                 |
| Francia (Syndicat National de l'Édition Phonographique) | 1                 |
| Irlanda (Irish Albums Chart)                            | 1                 |
| Nueva Zelanda (RIANZ)                                   | 2                 |
| Alemania (Media Control Charts)                         | 8                 |
| Japón (Oricon)                                          | 11                |
| México                                                  | 50                |
| Billboard 200                                           | 1                 |